# 霍爾茨巴赫河 (伍珀河支流)
51°15′19″N 7°8′47″E / 51.25528°N 7.14639°E

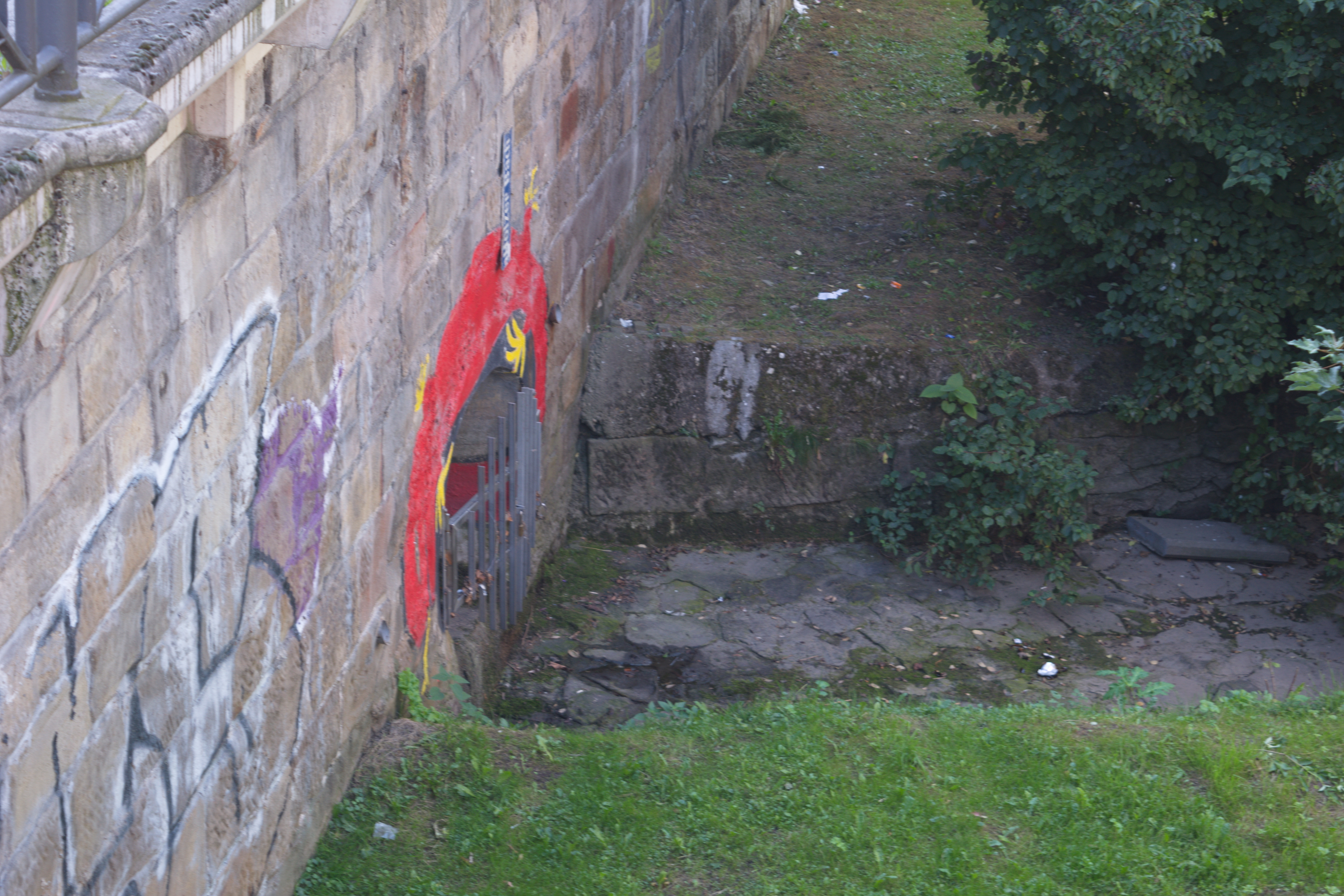

霍爾茨巴赫河（德語：Holzer Bach），是德國的河流，位於該國西部，處於北萊茵-威斯特法倫州，屬於伍珀河的左支流，河道全長1.1公里，流域面積0.6平方公里。